# El pescador
El pescador és un quadre de 1904 del pintor valencià Joaquim Sorolla realitzat a l'oli sobre llenç. L'obra va ser pintada a la platja valenciana de Cabanyal i mostra en primer pla la figura d'un noi que transporta en una cistella la pesca realitzada al llarg del dia.
Es tracta d'una composició visual en la qual destaca la lluminositat del conjunt en el qual predominen els tons blau i rosa. La figura principal es mostra en diagonal per sobre dels genolls, porta el tors nu i un barret li protegeix la cara de l'implacable sol. Sosté amb el braç esquerre un cistell de vímet cobert per un llenç de tela que mou el vent capritxosament, deixant al descobert la pesca. En el fons està el mar i uns nens que juguen amb les ones.
S'ha volgut veure en aquesta obra, com en unes altres de l'artista, la influència de la fotografia i de fet Sorolla va treballar durant uns anys de la seva joventut en l'estudi del fotògraf Antonia García Peris, entaulant una relació amb la seva filla Clotilde, que acabaria per convertir-se en la seva esposa.
El quadre va formar part de la primera exposició internacional del pintor que es va celebrar en la galeria Geoges Petit de París en 1906 i ha romàs des de llavors en mans de col·leccionistes privats.
L'any 2010 va ser exposat a Nova York, Moscou, Barcelona i Madrid, sent subhastat el 23 de novembre per la casa Sotheby's, aconseguit el preu de 3,6 milions d'euros. L'any 2003 es va pagar per una altra obra de Sorolla realitzada a la mateixa platja de València el mateix any, L'hora del bany (1904), la xifra rècord de 5,3 milions d'euros.